# Debagoiena
Die Comarca Debagoiena (baskisch; span.: Alto Deva „Oberer Deva“) ist eine Verwaltungseinheit im Südwesten der baskischen Provinz Gipuzkoa in Nordspanien. Sie liegt im zentralen Teil des spanischen Baskenlandes am Oberlauf des namensgebenden Flusses Deba (span. Deva), der die Comarca von Süd nach Nord durchfließt. Ihr Verwaltungssitz ist Arrasate/Mondragón.
Die im Südwesten der Provinz gelegene Comarca umfasst acht Gemeinden auf einer Fläche von 342,76 km².

## Gemeinden
| Gemeinde           | Einwohner (2024) | Fläche km² | Dichte Einw./km² | Cod INE | Postleitzahl               |
| ------------------ | ---------------- | ---------- | ---------------- | ------- | -------------------------- |
| Antzuola           | 2.069            | 27,72      | 75               | 20011   | 20577                      |
| Aretxabaleta       | 7.194            | 29,13      | 247              | 20013   | 20550                      |
| Arrasate           | 22.123           | 30,80      | 718              | 20055   | 20500                      |
| Bergara            | 14.471           | 75,97      | 190              | 20074   | 20570, 20578–20580         |
| Elgeta             | 1.130            | 16,83      | 67               | 20033   | 20690                      |
| Eskoriatza         | 4.241            | 40,28      | 105              | 20034   | 20540                      |
| Leintz-Gatzaga     | 210              | 14,72      | 14               | 20068   | 20530                      |
| Oñati              | 11.537           | 107,31     | 108              | 20059   | 20560, 20567, 20568, 20569 |
| Comarca Debagoiena | 62.975           | 342,76     | 184              | –       | –                          |